# Zeelathyrus
De zeelathyrus (Lathyrus japonicus) is een vaste plant, die behoort tot de vlinderbloemenfamilie (Leguminosae). De soort staat op de Nederlandse Rode lijst van planten als zeer zeldzaam en stabiel tot iets toegenomen. De plant komt voor langs de noordelijke kusten van het noordelijk halfrond, langs de Grote Meren van Noord-Amerika en in Chili. In Europa komt de plant langs de Noordzeekust voor. De zeelathyrus is giftig.
De plant wordt 15-100 cm hoog. De iets vlezige, elliptische bladeren zijn veernervig, 1-4 cm lang en 0,5-1 cm breed. Het één-na-laatste en het eindstandige blaadje zijn vaak omgevormd tot ranken. De 1 cm lange en 1,5 cm brede steunblaadjes zijn driehoekig en hebben een spiesvormige voet. De plant bloeit in juni en juli met 14-22 mm grote bloemen die in het jonge stadium blauwpaars zijn, maar bij het ouder worden blauwachtig worden. De bloeiwijze is een tros met twee tot zeven bloemen. De zaden kunnen ook drijvend in het zeewater tot 5 jaar kiemkrachtig blijven, doordat ze hardschalig zijn. Pas als de zaadhuid beschadigd wordt door bijvoorbeeld het schuren over zand kan het zaad water opnemen en gaan kiemen. Ze worden zo over grote afstanden verspreid.
De zeelathyrus komt voor tussen de basaltstenen van de zeedijken, bij zeeduinen en op vloedmerken. Door de vorming van stikstofwortelknolletjes wordt de bodem verrijkt met stikstof.

## Namen in andere talen
- Duits: Strandplatterbse
- Engels: Beach Pea
- Frans: Gesse maritime, Pois de Mer

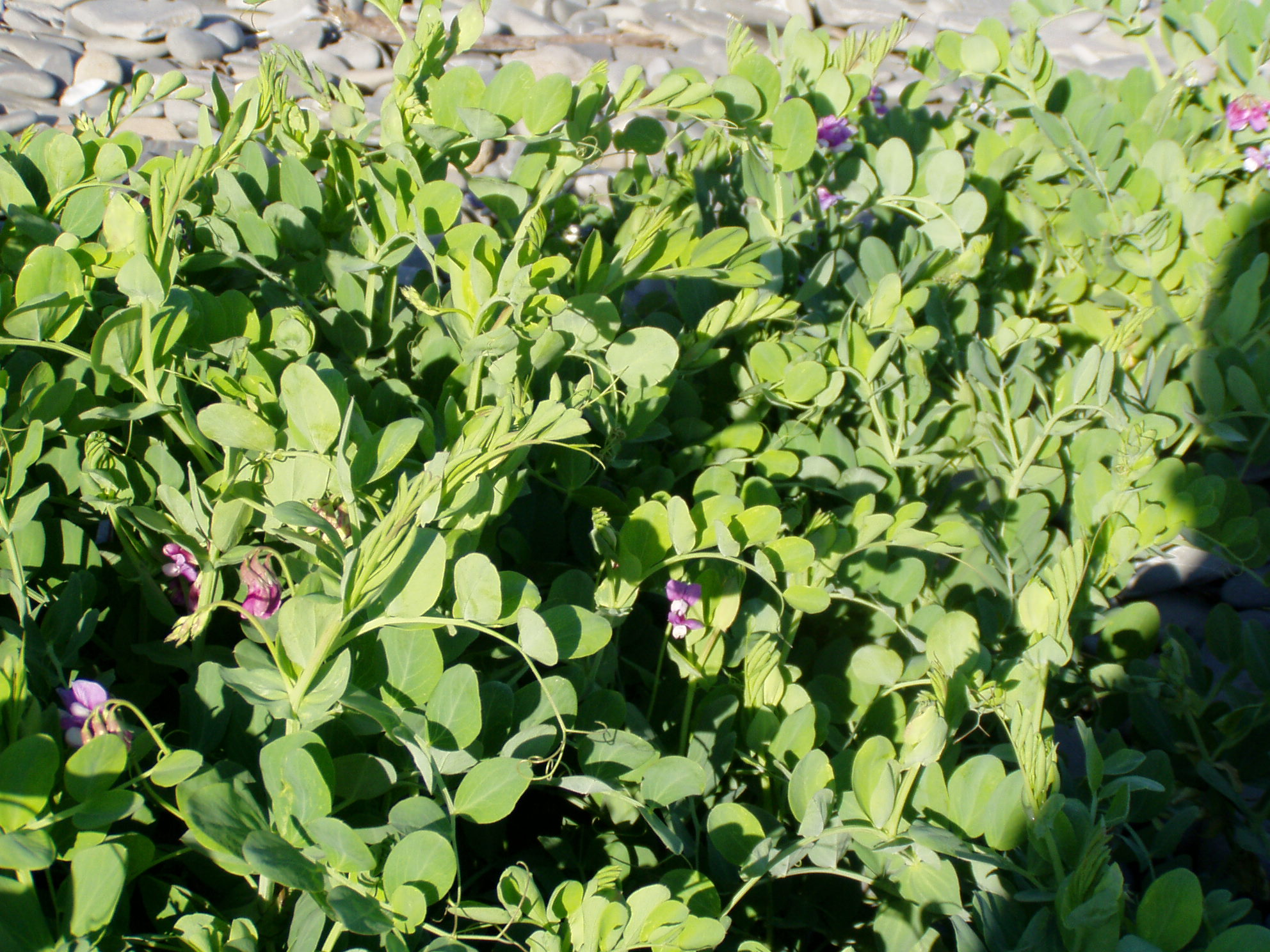
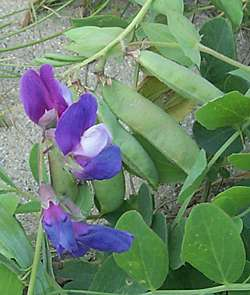
Bloemen en peulen